# Ocenys
Ocenys, o Ocenyes, (Océnias en francès) és un antic poble de l'actual terme comunal d'Orellà, a la comarca del Conflent, a la Catalunya del Nord.
És al nord-oest d'Orellà, i també de Celrà, a la carena que davalla des del Llomet, la Serra de Palmes, a les planes (en altres temps conreades) que dominen Orellà, Èvol i Ralleu.
Havia tingut l'església de Sant Esteve d'Ocenys, citada el 1267.

## Història
És documentat ja al 868 amb el nom d'Ucenias. Altres proves el fan Oncenias (869), Occenias (875 i 879). Al 895 és enregistrat com una de les possessions de l'abadia de Sant Miquel de Cuixà. Variants del nom al llarg dels temps: Ozenias, Seigne (finals del segle xviii), Oceynes, Ocenyes, Océnias i A Cein (com surt als mapes de l'IGN. Una riera que acaba a uns 500 metres al nord d'Èvol porta el nom de Còrrec d'Ocellons, i se suposa que és una deformació de l'antic nom.